# Connie Chen
Pour les articles homonymes, voir Chen.
Connie Chen, née le 26 octobre 1992 à Pretoria, est une golfeuse sud-africaine évoluant sur le Ladies European Tour.
Elle remporte 1 tournoi du Ladies European Tour 2014, l'Open d'Espagne de golf féminin.